# Terumbu Ubi
Das Ardasier-Riff oder (malaiisch) Terumbu Ubi ist ein Riff der Spratly-Inseln, das nur bei Niedrigwasser sichtbar ist.

## Geographie
Das Riff liegt 290 Kilometer vor der nordwestlichen Küste des Bundesstaats Sabah und wird von Malaysia beansprucht und verwaltungsmäßig als Teil der Stadt Kota Kinabalu betrachtet, der Hauptstadt von Saba.
Das Riff hat eine Ausdehnung von 4,7 mal 3,3 Kilometern, bei einer Gesamtfläche von rund zehn Quadratkilometern. Es ist Teil der viel größeren Ardasier-Bank (Permatang Ubi). Es liegt am südwestlichen Ende der Ardasier-Bank und ist deren einziges, gelegentlich trockenfallendes Riff, und umschließt selber eine vergleichsweise kleine Lagune mit einer Fläche von rund fünf Quadratkilometern.

## Die Insel im Spratly-Konflikt
Innerhalb des Konflikts um die Spratly-Inseln wird auch das Ardasier-Riff von mehreren Nationen beansprucht. Zuletzt war am 5. März 2009 der malaysische Ministerpräsident Abdullah Ahmad Badawi am Swallow-Riff und Ardasier-Riff von Chinas Nansha-Inseln gelandet, um die Inseln als malaysisches Territorium zu beanspruchen.
Das malaysische Militär unterhält recht umfangreiche Anlagen auf dem Ardasier-Riff, darunter ein Helipad, ein Feld für das Sepak-Takraw-Spiel, Geschützstellungen und einen Kontrollturm. Die Einrichtungen sind nahezu identisch mit denen am Erica-Riff, Mariveles-Riff und Investigator Shoal.
Malaysia bezieht sich bei seinen Rechtsansprüchen auf das Festlandsockelargument (Schelf von Sabah und Sarawak) beziehungsweise die 200-Meilen-Zone. Es beansprucht insgesamt 12 südlich gelegene Spratly-Inseln und hält zurzeit sechs Inseln bzw. Riffe besetzt (Ardasier-Riff, Dallas-Riff, Erica-Riff, Investigator Shoal, Mariveles-Riff und Swallow Reef). Die Rechtsansprüche sind durch die Seerechtskonvention gut abgesichert. Malaysia verfügt über eine modern ausgerüstete Marine.